# Neuhof (Taunusstein)
Neuhof ist ein Stadtteil von Taunusstein im südhessischen Rheingau-Taunus-Kreis.

## Geographie
Neuhof ist viertgrößter Stadtteil und liegt im oberen Aartal an der Kreuzung der Bundesstraßen 417 (Hühnerstraße zwischen Wiesbaden und Limburg an der Lahn) und der B 275 (Bad Nauheim–Usingen–Idstein–Taunusstein). Zum Ortsteil gehört auch die Siedlung Platte. Benachbarte Orte sind Wehen, Orlen, Ehrenbach, Eschenhahn, Engenhahn und Wiesbaden.
Naturräumlich gesehen gehört Neuhof zum „Westlichen Hintertaunus“. Die Topographie weist Geländehöhen zwischen 380 m über NHN (Ortsmittelpunkt) und 505 m über NHN (Siedlung Platte) auf (Angaben aus dem Regionalen Raumordnungsplan Südhessen 1995).

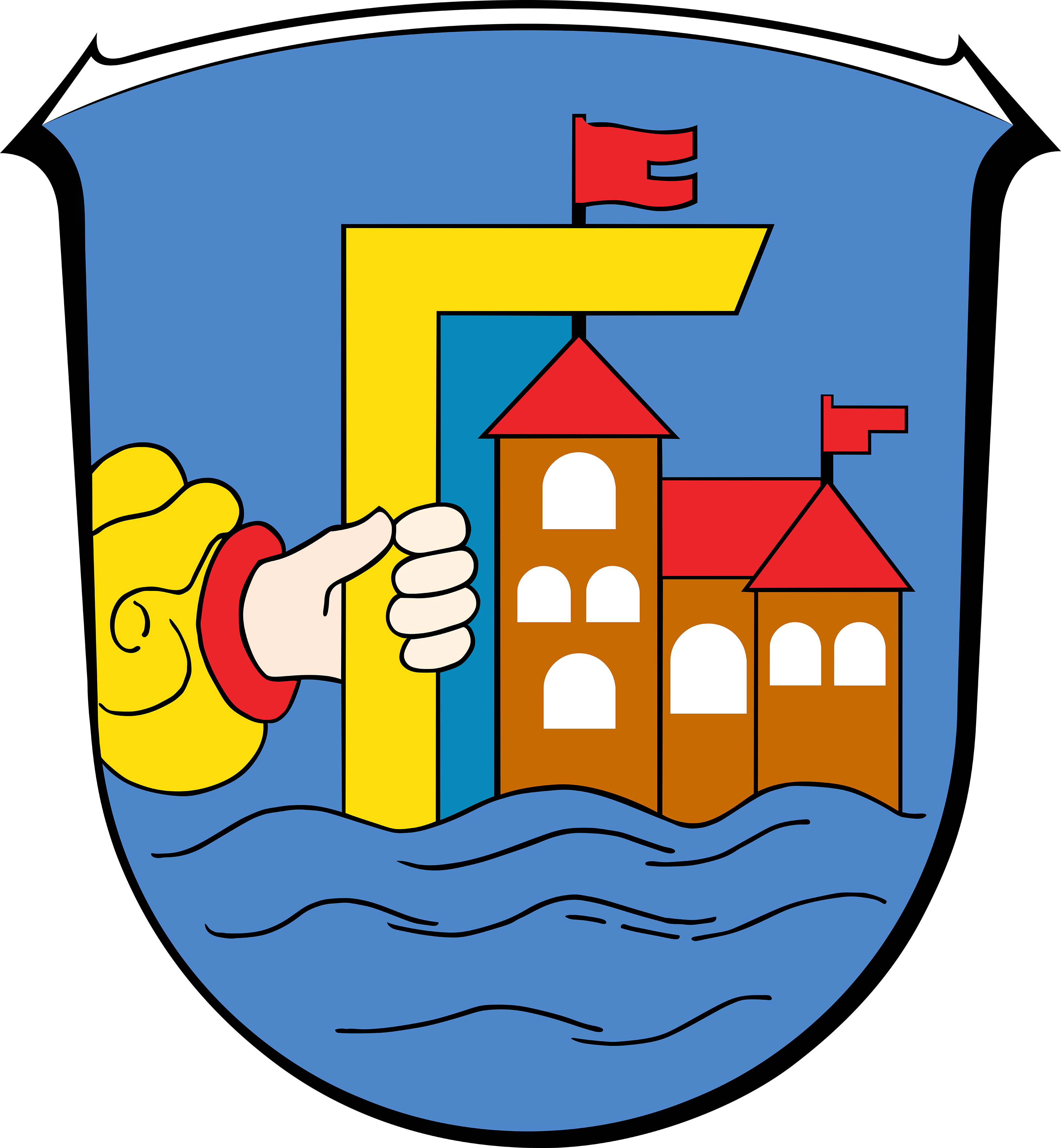

## Geschichte

### Ortsgeschichte
Die älteste bekannte schriftliche Erwähnung von Neuhof erfolgte unter dem Namen Newenhove im Jahr 1167. Die nächste Erwähnung in einer Nassauischen Urkunde wird in die Zeit 1230/31 datiert.
Hessische Gebietsreform (1970–1977)
Zum 1. Oktober 1971 fusionierte die bis dahin selbständige Gemeinde Neuhof im Zuge der Gebietsreform in Hessen mit fünf Nachbarorten freiwillig zur neuen Stadt Taunusstein. Somit wurde Neuhof ein Stadtteil von Taunusstein.
Für alle nach Taunusstein eingegliederten Gemeinden wurden Ortsbezirke mit Ortsbeirat und Ortsvorsteher gebildet.

### Verwaltungsgeschichte im Überblick
Die folgende Liste zeigt im Überblick die Herrschaftsgebiete und Staaten, in denen Neuhof lag, bzw. die Verwaltungseinheiten, denen es unterstand:
- 1230/31: Heiliges Römisches Reich, Grafschaft Nassau
- 1566: Heiliges Römisches Reich, Grafschaft Nassau, Amt Idstein
- ab 1721: Heiliges Römisches Reich, Grafschaft Nassau-Ottweiler, Amt Idstein
- ab 1728: Heiliges Römisches Reich, Fürstentum Nassau-Usingen, Amt Idstein
- 1787: Heiliges Römisches Reich, Fürstentum Nassau-Usingen, Oberamt oder Herrschaft Idstein
- ab 1806: Herzogtum Nassau, Amt Idstein
- 1812: Herzogtum Nassau, Regierungsbezirk Wiesbaden, Amt Idstein
- ab 1816: Herzogtum Nassau[Anm. 1], Amt Wehen
- ab 1849: Herzogtum Nassau, Regierungsbezirk Wiesbaden, Kreisamt Langen-Schwalbach[Anm. 2]
- ab 1854: Herzogtum Nassau, Regierungsbezirk Wiesbaden, Amt Wehen
- ab 1867: Norddeutscher Bund[Anm. 3], Königreich Preußen, Provinz Hessen-Nassau, Regierungsbezirk Wiesbaden, Untertaunuskreis[Anm. 4]
- ab 1871: Deutsches Reich, Königreich Preußen, Provinz Hessen-Nassau, Regierungsbezirk Wiesbaden, Untertaunuskreis
- ab 1918: Deutsches Reich, Freistaat Preußen, Provinz Hessen-Nassau, Regierungsbezirk Wiesbaden, Untertaunuskreis
- ab 1944: Deutsches Reich, Freistaat Preußen, Provinz Nassau, Untertaunuskreis
- ab 1945: Amerikanische Besatzungszone, Groß-Hessen, Regierungsbezirk Wiesbaden, Untertaunuskreis
- ab 1946: Amerikanische Besatzungszone, Land Hessen, Regierungsbezirk Wiesbaden, Untertaunuskreis
- ab 1949: Bundesrepublik Deutschland, Land Hessen, Regierungsbezirk Wiesbaden, Untertaunuskreis
- ab 1968: Bundesrepublik Deutschland, Land Hessen, Regierungsbezirk Darmstadt, Untertaunuskreis
- ab 1971: Bundesrepublik Deutschland, Land Hessen, Regierungsbezirk Darmstadt, Untertaunuskreis, Stadt Taunusstein[Anm. 5]
- ab 1977: Bundesrepublik Deutschland, Land Hessen, Regierungsbezirk Darmstadt, Rheingau-Taunus-Kreis, Stadt Taunusstein

### Bevölkerung
Einwohnerentwicklung
 Quelle: Historisches Ortslexikon
- 1648: entvölkert
- um 1700: 108 Einwohner
- 1821: 33 Haushaltungen

| Neuhof: Einwohnerzahlen von 1834 bis 2020 | Neuhof: Einwohnerzahlen von 1834 bis 2020 | Neuhof: Einwohnerzahlen von 1834 bis 2020 | Neuhof: Einwohnerzahlen von 1834 bis 2020 | Neuhof: Einwohnerzahlen von 1834 bis 2020 |
| --- | ----------------------------------------- | ----------------------------------------- | ----------------------------------------- | ----------------------------------------- |
| Jahr |                                           |                                           |                                           | Einwohner                                 |
| 1834 | 1834                                      |                                           | 499                                       | 499                                       |
| 1840 | 1840                                      |                                           | 530                                       | 530                                       |
| 1846 | 1846                                      |                                           | 530                                       | 530                                       |
| 1852 | 1852                                      |                                           | 554                                       | 554                                       |
| 1858 | 1858                                      |                                           | 565                                       | 565                                       |
| 1864 | 1864                                      |                                           | 598                                       | 598                                       |
| 1871 | 1871                                      |                                           | 554                                       | 554                                       |
| 1875 | 1875                                      |                                           | 560                                       | 560                                       |
| 1885 | 1885                                      |                                           | 532                                       | 532                                       |
| 1895 | 1895                                      |                                           | 554                                       | 554                                       |
| 1905 | 1905                                      |                                           | 609                                       | 609                                       |
| 1910 | 1910                                      |                                           | 600                                       | 600                                       |
| 1925 | 1925                                      |                                           | 559                                       | 559                                       |
| 1939 | 1939                                      |                                           | 533                                       | 533                                       |
| 1946 | 1946                                      |                                           | 769                                       | 769                                       |
| 1950 | 1950                                      |                                           | 755                                       | 755                                       |
| 1956 | 1956                                      |                                           | 709                                       | 709                                       |
| 1961 | 1961                                      |                                           | 782                                       | 782                                       |
| 1967 | 1967                                      |                                           | 1.047                                     | 1.047                                     |
| 1970 | 1970                                      |                                           | 1.134                                     | 1.134                                     |
| 1980 | 1980                                      |                                           | ?                                         | ?                                         |
| 1990 | 1990                                      |                                           | ?                                         | ?                                         |
| 2000 | 2000                                      |                                           | 3.505                                     | 3.505                                     |
| 2011 | 2011                                      |                                           | 3.378                                     | 3.378                                     |
| 2015 | 2015                                      |                                           | 3.354                                     | 3.354                                     |
| 2020 | 2020                                      |                                           | 3.541                                     | 3.541                                     |
| Datenquelle: Historisches Gemeindeverzeichnis für Hessen: Die Bevölkerung der Gemeinden 1834 bis 1967. Wiesbaden: Hessisches Statistisches Landesamt, 1968. Weitere Quellen: LAGIS; Stadt Taunusstein; Zensus 2011 |                                           |                                           |                                           |                                           |

Religionszugehörigkeit
| • 1885: | 485 evangelische (= 91,17 %), 47 katholische (= 8,83 %) Einwohner   |
| • 1961: | 652 evangelische (= 83,38 %), 115 katholische (= 14,71 %) Einwohner |

## Religion
Religionsgemeinschaften
- Evangelische Kirchengemeinde in Neuhof und Orlen
- katholische Gottesdienste dienstagsabends (in der evangelischen Kirche)
- Königreichssaal der Zeugen Jehovas
- Neuapostolische Kirche

## Politik
Für Neuhof besteht ein Ortsbezirk (Gebiete der ehemaligen Gemeinde Neuhof) mit Ortsbeirat und Ortsvorsteher nach der Hessischen Gemeindeordnung.
Der Ortsbeirat besteht aus sieben Mitgliedern. Seit den Kommunalwahlen 2021 gehören ihm zwei Mitglieder der SPD, drei der CDU, ein Mitglied der FWG, sowie ein parteiloses Mitglied für die SPD an. Ortsvorsteher ist Frederic Blasche (CDU).

## Infrastruktur und Wirtschaft

### Verkehr
- Bundesstraße 417 mit Abfahrt Neuhof Nord und Neuhof-Mitte
- Bundesstraße 275
- Neuhof wird seit Dezember 1998 auf einer Umgehungsstraße der B 417 östlich umfahren. Die B 275 führt mitten durch Neuhof und trifft an einem Kreisel auf die Limburger Straße (früher Ortsdurchfahrt B 417)
- nächstgelegene Bahnhöfe und Autobahnanschlüsse A3 in Idstein und Niedernhausen/Wiesbaden
- Busverbindungen nach Idstein, Niedernhausen, Wiesbaden, Limburg, Bad Schwalbach und in die anderen Taunussteiner Stadtteile

### Bildung
- Sonnenschule (Grundschule)
- Städtische Kindertagesstätte Kornblumenweg (Krippe, Kita, Hort)
- ASB-Kindertagesstätte
- Obermayr Kindertagesstätte und Krippe Campolino
- Obermayr Europa-Schule (Privatschule mit Grund-, Realschule und Gymnasium bis Klasse 10)

### Unternehmen
- SGS Institut Fresenius (chemische Laboranalytik)
- Feinkost Dittmann
- Brita (Wasserfiltration, internationale Unternehmenszentrale)
- Omicron NanoTechnology
- Biogest AG (Umwelttechnik)
- IFAK Institut für Markt- und Sozialforschung
- WERO[11] und FLEXEO[12] (Betriebliche Erste Hilfe, Arbeitsschutz und Hygiene)
- A-Drive (Systemhaus für Antriebstechnik)[13]
- TEXT-COM (PR-Agentur)[14]

## Kultur und Sehenswürdigkeiten

### Bauwerke
- evangelische Kirche
- ehemaliges Feuerwehrhaus/Schulscheune
- ehemaliges Rathaus/Schule
- ehemaliges Henkershaus
- Feuerwehrhaus, Limburger Straße
- Aartalhalle (früher Stadthalle), Ziegelhüttenweg
- Evangelisches Gemeindehaus, Gartenstraße

### Naturdenkmäler
- Naturschutzgebiet Calluna-Heide („Neuhofer Heide“ genannt, ehemaliger Segelflugplatz, Siedlung Platte)

### Kulturdenkmäler
- Fabriciusstraße; evangelische Kirche
- Galileistraße/Fabriciusstraße; Scheune
- Idsteiner Straße 19; Fachwerkhaus
- Keplerstraße 7; ehem. Rathaus/Schule und ehem. Feuerwehrhaus/Schulscheune
- Kopernikusstraße 1; Henkershaus
- Limburger Straße 17; Hofreite
- Lindenbornstraße; Lindenborn; Brunnen
- Fliederweg; Kriegerdenkmal, Friedhof

### Sport und Freizeit
- Sportplatz im Maisel
- Aartalhalle
- Grillplatz und Bolzplatz im Maisel
- Bolzplatz Weher Acker/Rosenweg
- Bouleplatz und Streetball zwischen B 275 und Schule
- Wanderweg Aarhöhenweg
- Radweg Neuhof – Wehen – Hahn mit Anschluss an den Aartal-Radweg
- DPB-Pfadfinderheim am Limes im Maisel
- Vereinsheim der Arbeiterwohlfahrt Taunusstein im Maisel
- Mansuet-Heidenreich-Haus der DRK-Ortsvereinigung Taunusstein